# Bell P-59 Airacomet
Le Bell P-59 Airacomet est le premier avion de chasse à réaction conçu par les États-Unis. Il a fait son premier vol en octobre 1942 mais, à cause de ses performances décevantes, n'a jamais été engagé pour des missions de combat. Moins de 60 exemplaires ont été construits.

## Historique
En avril 1941, les Américains sont informés des travaux britanniques sur un avion à réaction, le Gloster E28/39. Quelques mois plus tard, ils décident d'obtenir une licence pour faire construire le réacteur par la société General Electric, tandis que la compagnie Bell se voit confier le développement d'un avion de chasse équipé de ce réacteur. Les travaux sont lancés dans le plus grand secret au point que, afin de tromper les éventuels espions allemands, tant l'avion que le réacteur reçoivent une désignation qui correspond à d'autres projets plus classiques en cours.
La construction d'un prototype commence dès le début de l'année 1942, et le premier vol a lieu le 2 octobre 1942. Évidemment, de nombreux problèmes apparaissent lors des essais, mais ils sont résolus progressivement. Deux autres prototypes suivent en 1943, puis quatre avions de présérie avec des réacteurs plus puissants. Le dernier d'entre eux est doté de l'armement définitif : 3 mitrailleuses de 12,7 mm et un canon de 37 mm.
Fin 1943, un exemplaire de présérie est envoyé au Royaume-Uni en échange d'un Gloster Meteor. Les pilotes britanniques le trouvent sous-motorisé, ce qui entraîne une faible accélération et une longueur de piste importante au décollage. Deux avions sont également prêtés à l'US Navy, qui les juge totalement inaptes à l'emploi sur un porte-avions.
Déçue par les faibles performances du P-59, lequel ne dépasse alors pas 658 km/h en pointe (ce qui est inférieur aux plus récents des avions à hélice alors utilisés) et souffre également d'une autonomie insuffisante, l'armée américaine abandonne tout espoir de l'utiliser comme avion de combat. Une commande de cent avions est annulée fin 1943. Deux lots de 21 P-59A et 29 P-59B sont construits, avec l'adoption d'un réacteur plus puissant en cours de production. L'Airacomet est alors uniquement utilisé pour entraîner pilotes et mécaniciens à l'utilisation et la maintenance d'un avion à réaction.
Les ingénieurs de Bell avaient entamé des travaux sur un XP-59B monoréacteur. Ce dossier fut transmis fin 1942/début 1943 à la société Lockheed, qui s'en servit pour développer le premier avion de combat à réaction américain réellement opérationnel : le Lockheed P-80 Shooting Star.

## Variantes
XP-59Projet de chasseur bipoutre en configuration propulsive basée sur le Bell XP-52. Aucun exemplaire construit.
XP-59APrototype de chasseur à réaction (3 exemplaires).
YP-59AVersion de présérie (4 exemplaires)
YF2L-12 exemplaires YP-59A utilisés par l'US Navy pour des tests d'appontage.
P-59APremière version de série (21 exemplaires)
P-59BP-59A amélioré (capacité en carburant augmentée) ; 80 appareils commandés mais seulement 30 exemplaires construits.

## Opérateurs
Royaume-Uni
- Royal Air Force a reçu un avion, devenu RG362/G, en échange d'un Gloster Meteor I EE210/G.

 États-Unis
- United States Army Air Forces
  - 412th Fighter Group (en)
    - 445th Fighter Squadron (en)
- United States Navy

## Survivants
Six P-59 sont conservés.
- YP-59A Airacomet, s/n 42-108777 va être restauré en état de vol Planes of Fame Museum de Chino (Californie)[1].
- XP-59A Airacomet, s/n 42-108784 exposé au National Air and Space Museum de Washington[2].
- P-59A Airacomet, s/n 44-22614 exposé au March Field Air Museum (en) de Riverside (Californie)[3].
- P-59B Airacomet, s/n 44-22633 exposé à la base d'Edwards[4].
- P-59B Airacomet, s/n 44-22656 exposé au Pioneer Village (Nebraska) (en) de Minden (Nebraska)[5].
- P-59B Airacomet, s/n 44-22650exposé au National Museum of the United States Air Force de Wright-Patterson Air Force Base non loin de Dayton, Ohio[6].

### Développement lié
Bell XP-83

### Aéronefs comparables
- de Havilland Vampire
- Gloster E.1/44 (en)
- Gloster Meteor
- Lockheed P-80 Shooting Star
- Messerschmitt Me 262
- Nakajima J9Y Kikka
- Soukhoï Su-9